# Aeroportul Catania–Fontanarossa
Aeroportul Catania-Fontanarossa (IATA: CTA, ICAO: LICC) este un aeroport din Catania, Metropolitan City of Catania⁠(d), Sicilia, Italia ce deservește zona Catania. Aeroportul a fost tranzitat în 2022 de 10.099.441 de pasageri. A fost deschis în mai 1924 și numit după zona deservită. Aeroportul va fi închis în perioada 28.07.2024-15.08.2024, datorită condițiilor meteo nefavorabile cauzate de erupția vulcanului Etna
Situat la o altitudine de 12 m, aeroportul dispune de 1 pistă.

## Infrastructură

### Piste
Aeroportul dispune de o singură pistă. Pista 08/26 are suprafața de asfalt și dimensiunile 2.436 m × 45 m. 